# Huracà Opal
L'huracà Opal va ser un huracà del nord de l'Atlàntic format el 1995 que va assolir la categoria 4 a l'Escala d'huracans de Saffir-Simpson i pel seu efecte destructiu porta un nom que no es tornarà a utilitzar. És l'huracà atlàntic de la seva categoria amb un rècord de pressió: 916 milibars.

## Història meteorològica
El Centre Nacional d'Huracans va alertar de la formació d'una ona tropical el dia 11 de setembre que es movia des de les costes africanes cap a Amèrica. En aproximar-se a la Península de Yucatán va començar a crear-se una forta tempesta tropical, que va rebre el nom d'Opal el dia 27 d'aquell mes. La pluja associada va refredar l'aigua del mar, que al seu torn va afeblir-la durant uns dies però un canvi sobtat en les condicions meteorològiques va provocar que s'enfortís i es tornés un huracà de categoria 4 al golf de Mèxic. El seu ull era relativament estret, amb només 9 km de diàmetre, que es va multiplicar per deu mentre girava cap a l'oest amb vents de més de 150 km/h. Va tocar terra a l'illa de Santa Rosa el dia 4 d'octubre i llavors va tornar a afeblir-se. Opal va creuar els Estats Units provocant una gran destrucció i es va desintegrar lentament al Canadà.

## Conseqüències
La major pèrdua de vides humanes va ocórrer a Guatemala, amb 31 víctimes mortals. A Mèxic van morir 19 persones i les pluges torrencials van inundar gran part del país. Només a l'Estat de Tabasco va caure en quatre dies l'equivalent al 20% de totes les precipitacions anuals. Més de 100.000 persones van haver de ser evacuades de casa seva i allotjades en refugis temporals a causa de les inundacions, que van deixar aïllats durant dies 60 pobles.
A Florida una dona va morir, es va destruir completament la porció de l'autopista 98 de la costa i les pluges van causar danys per valor de més d'un milió de dòlars. 2 milions de llars es van quedar sense llum al sud-est dels Estats Units i les infraestructures de Louisiana van quedar fortament danyades. Els arbres caiguts van provocar la major part de les afectacions a cases particulars. Dotze persones més van perdre la vida pels efectes de les fortes tempestes i desenes més van resultar ferides pels desplomaments de teulades i porxos. Les inundacions van afectar escoles i carreteres a l'est del país. Els enormes danys van portar el govern a demanar la retirada del nom de la llista de noms dels ciclons tropicals, on seria substituït per "Olga".